# Антоновка (Купинский район)
Антоновка — деревня в Купинском районе Новосибирской области России. Входила в состав Вишнёвского сельсовета. Упразднена в 2001 году.

## География
Располагалась в 5 км к югу от поселка Советский.

## История
В 1928 году состояла из 56 хозяйств. В административном отношении входило в состав Павловского сельсовета Купинского района Барабинского округа Сибирского края.

## Население
В 1926 году в деревне проживало 242 человека (121 мужчина и 121 женщина), основное население — немцы.